# Ngom
Ngom (auch Angom, Bangom, Bangomo, Ngomo, Ongom und Ungom) ist eine Bantusprache und wird von circa 12.770 Menschen in Gabun und der Republik Kongo gesprochen (Zensus 2000). 
Sie ist in Gabun in den Provinzen Ogooué-Ivindo und Ogooué-Lolo mit circa 8240 Sprechern und in der Republik Kongo in der Region Cuvette-Ouest mit circa 4530 Sprechern verbreitet.
Ngom wird in der lateinischen Schrift geschrieben.

## Klassifikation
Ngom ist eine Nordwest-Bantusprache und gehört zur Kele-Gruppe, die als Guthrie-Zone B20 klassifiziert wird. 